# Seznam zemětřesení v roce 2022
Legenda:

 6,0–6,9 Mw

 7,0–7,9 Mw

 8,0+ Mw

Toto je seznam zemětřesení v roce 2022. Zahrnuta jsou zde pouze zemětřesení o síle 6,0 Mw nebo výše. Pokud mají slabší zemětřesení za následek velké škody nebo ztráty na životech, tak jsou zde taktéž zahrnuta (neplatí však u mapy vpravo). Časové termíny jsou vedeny podle UTC času a všechny údaje pochází od Americké geologické služby (USGS).

## Přehled

### Srovnání počtu zemětřesení s minulými roky
| Magnitudo (Mw) | 2012   | 2013   | 2014   | 2015   | 2016   | 2017   | 2018   | 2019   | 2020   | 2021   | 2022  | 2023 |
| -------------- | ------ | ------ | ------ | ------ | ------ | ------ | ------ | ------ | ------ | ------ | ----- | ---- |
| 8,0–9,9        | 2      | 2      | 1      | 1      | 0      | 1      | 1      | 1      | 0      | 3      | 0     |      |
| 7,0–7,9        | 14     | 17     | 11     | 18     | 16     | 6      | 16     | 9      | 9      | 16     | 11    |      |
| 6,0–6,9        | 117    | 123    | 143    | 127    | 131    | 104    | 118    | 135    | 111    | 141    | 116   |      |
| 5,0–5,9        | 1 546  | 1 460  | 1 580  | 1 413  | 1 550  | 1 447  | 1 671  | 1 484  | 1 315  | 2 046  | 904   |      |
| 4,0–4,9        | 10 955 | 11 877 | 15 817 | 13 777 | 13 700 | 10 544 | 12 782 | 11 897 | 12 135 | 14 658 | 7 441 |      |
| Celkem         | 12 635 | 13 480 | 17 552 | 15 336 | 15 397 | 13 102 | 14 589 | 15 530 | 13 572 | 16 864 | 8 457 |      |

### Podle počtu obětí
| Pořadí | Mrtví | Magnitudo (Mw) | Místo                      | Mercalliho stupnice | Hloubka (km) | Datum         |
| ------ | ----- | -------------- | -------------------------- | ------------------- | ------------ | ------------- |
| 1.     | 1 163 | 6,0            | Chóst, Afghánistán         | VIII (Bořivé)       | 10,0         | 21. června    |
| 2.     | 334   | 5,6            | Západní Jáva, Indonésie    | VIII (Bořivé)       | 10,0         | 21. listopadu |
| 3.     | 93    | 6,6            | S’-čchuan, Čína            | VIII (Bořivé)       | 10,0         | 5. září       |
| 4.     | 30    | 5,3            | Bádghís, Afghánistán       | VI (Silné)          | 11,4         | 17. ledna     |
| 5.     | 21    | 7,6            | Morobe, Papua Nová Guinea  | VIII (Bořivé)       | 116          | 10. září      |
| 6.     | 19    | 6,1            | Západní Sumatra, Indonésie | VIII (Bořivé)       | 4,9          | 25. února     |
| 7.     | 18    | 5,1            | Kúnar, Afghánistán         | VII (Velmi silné)   | 10           | 4. září       |

### Podle magnitudy
| Pořadí | Magnitudo (Mw) | Mrtví | Místo                     | Mercalliho stupnice | Hloubka (km) | Datum         |
| ------ | -------------- | ----- | ------------------------- | ------------------- | ------------ | ------------- |
| 1.     | 7,6            | 12    | Morobe, Papua Nová Guinea | VIII (Bořivé)       | 116          | 10. září      |
| 2.     | 7,6            | 2     | Michoacán, Mexiko         | VIII (Bořivé)       | 15,1         | 19. září      |
| 3.     | 7,3            | 4     | Fukušima, Japonsko        | VIII (Bořivé)       | 63,1         | 16. března    |
| 3.     | 7,3            | 0     | Vavaʻu, Tonga             | IV (Mírné)          | 24,8         | 11. listopadu |
| 4.     | 7,2            | 0     | Puno, Peru                | VI (Silné)          | 217,8        | 26. května    |

### Galerie

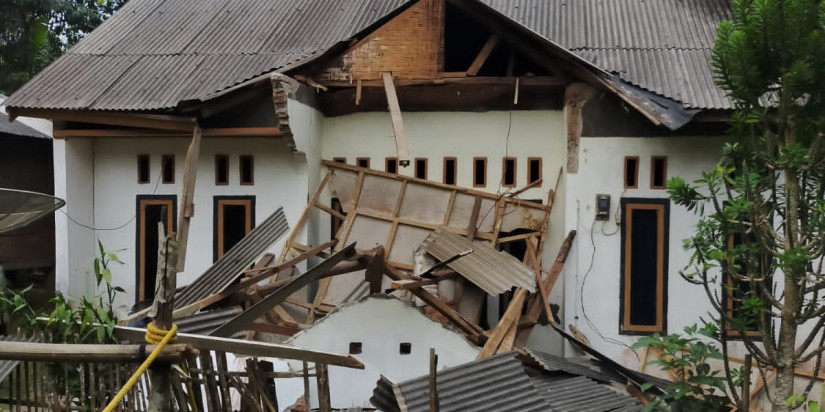
Silně poškozená budova v Bantenu, 14. leden, 6,6 Mw.
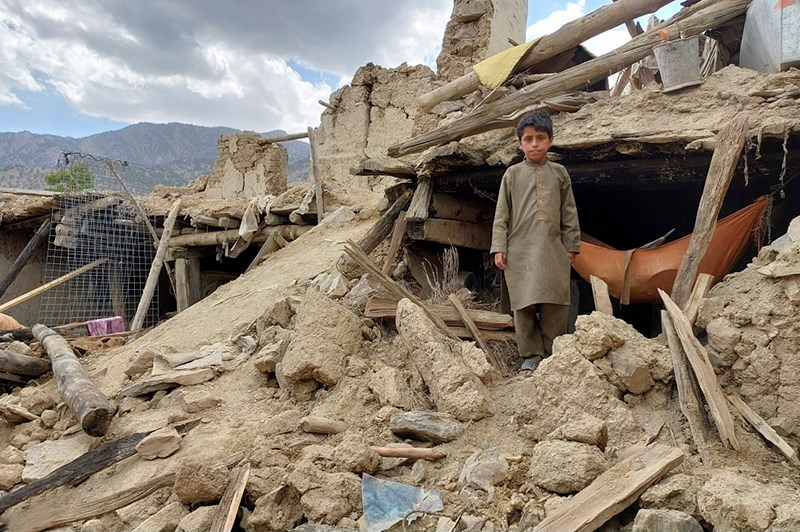
Dítě stojící v troskách domu v Afghánistánu, 21. červen, 6,0 Mw.
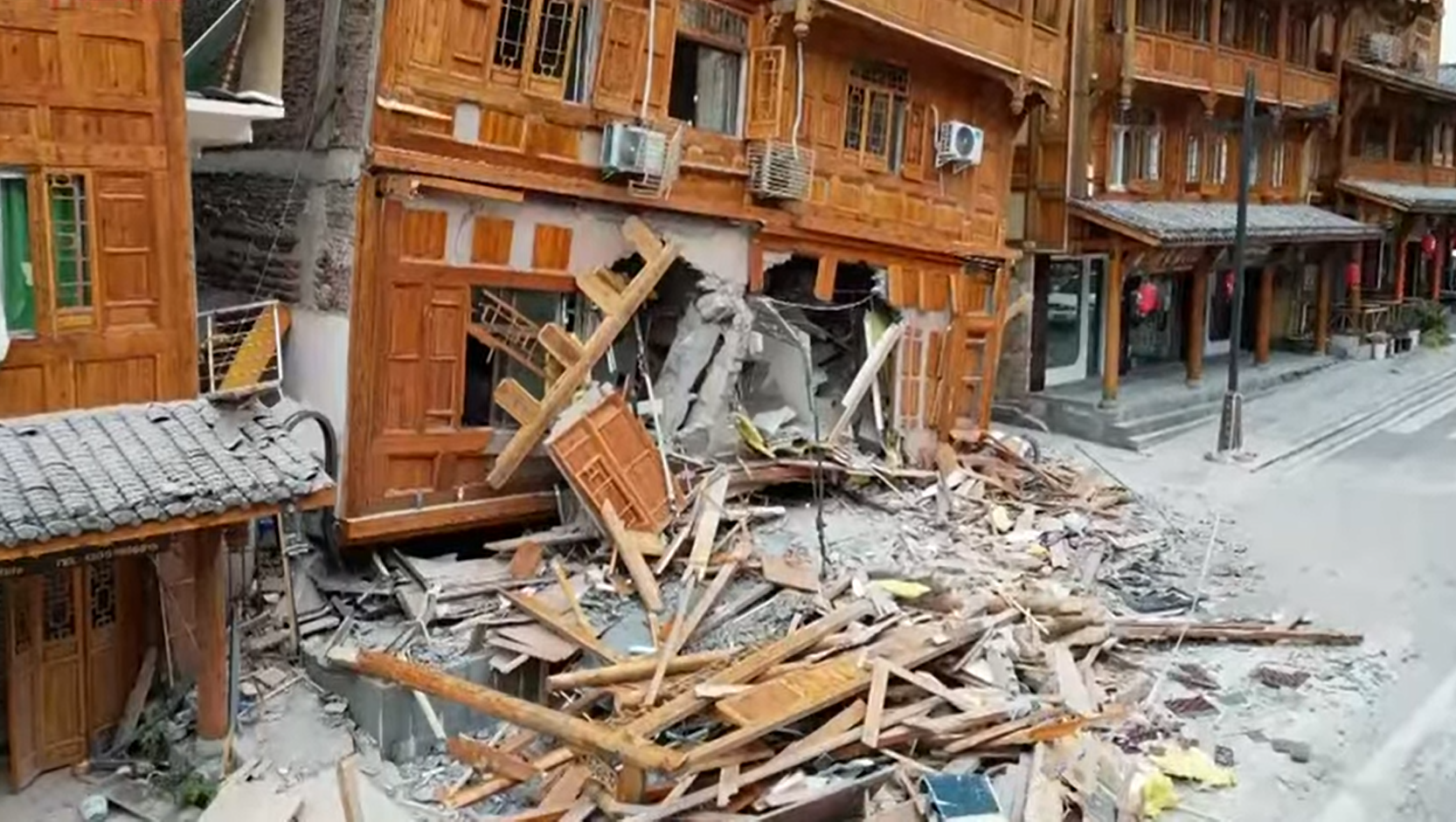
Zřícená část budovy v Číně, 5. září, 6,6 Mw.

## Seznam zemětřesení

### Leden
| Datum     | Místo                                     | Stát                                      | Magnitudo (Mw) | Hloubka (km) | Mercalliho stupnice | Poznámka | Oběti | Oběti   |
| Datum     | Místo                                     | Stát                                      | Magnitudo (Mw) | Hloubka (km) | Mercalliho stupnice | Poznámka | Mrtví | Zranění |
| --------- | ----------------------------------------- | ----------------------------------------- | -------------- | ------------ | ------------------- | --- | ----- | ------- |
| 2. leden  | Jün-nan                                   | Čína                                      | 5,4            | 37,7         | V (Málo silné)      | Otřesy zničily 204 domů a 7 904 jich poškodily. | -     | 30      |
| 3. leden  | Torba                                     | Vanuatu                                   | 6,0            | 104          | IV (Mírné)          | - | -     | -       |
| 3. leden  | Chua-lien                                 | Tchaj-wan                                 | 6,2            | 19           | IV (Mírné)          | Ve městě Taipei utrpělo škody patnáct budov, zahrnujíc praskliny na zdech a spadlé obklady. Dodávky elektřiny a pitné vody byly přerušeny. Jedno auto poškodilo řícení skalních bloků.                                 | -     | -       |
| 4. leden  | Bandské moře                              | Indonésie                                 | 6,0            | 544          | II (Velmi slabé)    | - | -     | -       |
| 6. leden  | León                                      | Nikaragua                                 | 6,1            | 17           | V (Málo silné)      | - | -     | -       |
| 7. leden  | Lima                                      | Peru                                      | 5,6            | 96,7         | IV (Mírné)          | Hlášeno dvanáct zničených budov a sesuvy půdy. Při pádu z balkonu se zranilo 39 osob, z toho jedna vážně. | -     | 39      |
| 7. leden  | Čching-chaj                               | Čína                                      | 6,6            | 13           | VIII (Bořivé)       | Zemětřesení poškodilo 4 914 domů a 25 škol. Provoz na některých úsecích vysokorychlostní železnice se musel zastavit kvůli poškození tunelů. Otřesy dokonce poškodily Velkou čínskou zeď, jejíž malé části se zřítily. | -     | 9       |
| 9. leden  | Západní Makedonie                         | Řecko                                     | 5,5            | 13,2         | VII (Velmi silné)   | Jeden neobydlený dům otřesy zničily. V postižené oblasti spadly fasády domů, na zdech se objevily praskliny a rozbila se okna.                                                                                         | -     | 2       |
| 9. leden  | Severní Moluky                            | Indonésie                                 | 5,4            | 10           | VI (Silné)          | Minimálně 203 domů a tři kostely zemětřesení vážně poškodilo. | -     | 3       |
| 10. leden | Kermadekovy ostrovy                       | Nový Zéland                               | 6,2            | 7            | V (Málo silné)      | - | -     | -       |
| 10. leden | Sulejmánie                                | Irák                                      | 4,5            | 10           | VI (Silné)          | Několik budov poškozeno. | -     | -       |
| 11. leden | Středoatlantský hřbet                     | -                                         | 6,0            | 10           | I (Nepozorovatelné) | - | -     | -       |
| 11. leden | Pafos                                     | Kypr                                      | 6,6            | 21           | VI (Silné)          | Vlivem otřesu zemřeli tři lidé a také uhynulo 1 600 kuřat. Na budovách se objevily jen drobné škody. | 3     | 1       |
| 11. leden | Liščí ostrovy                             | USA                                       | 6,8            | 20           | VI (Silné)          | - | -     | -       |
| 11. leden | Liščí ostrovy                             | USA                                       | 6,6            | 19           | V (Málo silné)      | - | -     | -       |
| 14. leden | Banten                                    | Indonésie                                 | 6,6            | 33           | VI (Silné)          | Zničeno více než 226 budov a poškozeno nejméně dalších 3 078, včetně 51 škol, 21 mešit a osmi kancelářských objektů. Na jiných budovách se objevily trhliny. Padající trosky zranily deset lidí.                       | -     | 10      |
| 14. leden | Shkodër                                   | Albánie                                   | 4,3            | 10           | VI (Silné)          | Zemětřesení poškodilo 39 budov, což zahrnuje školy, nemocnice a muzea. Škody se vyčíslily na 5 milionů eur. | -     | -       |
| 15. leden | Kermán                                    | Írán                                      | 4,7            | 10           | VII (Velmi silné)   | Minimálně pět budov poškozeno. | -     | 2       |
| 16. leden | Bougainville                              | Papua Nová Guinea                         | 6,1            | 379          | III (Slabé)         | - | -     | -       |
| 17. leden | Bádghís                                   | Afghánistán                               | 5,3            | 13,7         | VI (Silné)          | Při otřesu se zřítilo nebo bylo poškozeno 800 domů, včetně objektu náležící do kulturního dědictví UNESCO. Kolapsy budov si vyžádaly 28 mrtvých. Čtyři desítky osob se zranily.                                        | 28    | 40      |
| 17. leden | Kayseri                                   | Turecko                                   | 4,9            | 10           | VII (Velmi silné)   | Při panickém útěku se zranili dva lidí. Po kolapsu zemědělských budov zemřela některá hospodářská zvířata. Na zdech několika domů se vytvořily praskliny.                                                              | -     | 2       |
| 21. leden | Óita                                      | Japonsko                                  | 6,3            | 39           | VII (Velmi silné)   | Poškozené vodovodní potrubí zaplavilo silnice a rovněž vypadla dodávka elektřiny. Třináct lidí zraněno, z toho dva vážně.                                                                                              | -     | 13      |
| 22. leden | Severní Sulawesi                          | Indonésie                                 | 6,0            | 24           | VI (Silné)          | Stavební dělník se vážně zranil skokem z budovy, při panice. Minimálně dva domy a kostel zemětřesení poškodilo. | -     | 1       |
| 22. leden | Liščí ostrovy                             | USA                                       | 6,2            | 29           | V (Málo silné)      | - | -     | -       |
| 22. leden | Severní distrikt                          | Izrael                                    | 4,1            | 10           | VII (Velmi silné)   | Šedesát budov poškozeno. | -     | -       |
| 23 leden  | Východní Ázerbájdžán                      | Írán                                      | 4,0            | 10           | VII (Velmi silné)   | Jedna osoba zraněno při pádu a u pěti budov se zpozoroval vznik trhlin. | -     | 1       |
| 24. leden | Nippes                                    | Haiti                                     | 5,3            | 10           | VI (Silné)          | Jednoho člověka zabil sesuv, druhého hroutící se zeď. 52 lidí se zranili. Zničeno bylo 227 domů a dalších 937 utrpěly škody.                                                                                           | 2     | 52      |
| 24. leden | Nippes                                    | Haiti                                     | 5,1            | 10           | VI (Silné)          | - | 2     | 52      |
| 24. leden | Západní Austrálie                         | Austrálie                                 | 4,9            | 9,4          | V (Málo silné)      | Toto zemětřesení bylo součástí zemětřesného roje. Dvacet budov utrpělo drobné poškození. | -     | -       |
| 25. leden | Jižní Georgie a Jižní Sandwichovy ostrovy | Jižní Georgie a Jižní Sandwichovy ostrovy | 6,0            | 11           | III (Slabé)         | Dotřes. | -     | -       |
| 27. leden | Tonga                                     | Tonga                                     | 6,2            | 4,2          | IV (Mírné)          | - | -     | -       |
| 28. leden | Chiriquí                                  | Panama                                    | 6,0            | 8            | III (Slabé)         | - | -     | -       |
| 29. leden | Kermadekovy ostrovy                       | Nový Zéland                               | 6,5            | 8            | IV (Mírné)          | Na ostrově Raul se zaznamenala tsunami, vysoká 20 cm. | -     | -       |

### Únor
| Datum    | Místo                      | Stát        | Magnitudo (Mw) | Hloubka (km) | Mercalliho stupnice | Poznámka | Oběti | Oběti   |
| Datum    | Místo                      | Stát        | Magnitudo (Mw) | Hloubka (km) | Mercalliho stupnice | Poznámka | Mrtví | Zranění |
| -------- | -------------------------- | ----------- | -------------- | ------------ | ------------------- | --- | ----- | ------- |
| 1. únor  | Moluky                     | Indonésie   | 6,0            | 119          | IV (Mírné)          | - | -     | -       |
| 3. únor  | Loreto                     | Peru        | 6,5            | 110          | VI (Silné)          | Otřesy poškodily nebo zničily 87 budov v Peru. Dvě utrpěly menší škody v sousedním Ekvádoru. | -     | -       |
| 4. únor  | Jihovýchodní indický hřbet | -           | 6,3            | 10           | -                   | - | -     | -       |
| 4. únor  | Banten                     | Indonésie   | 5,2            | 45,9         | VI (Silné)          | Místní školu poničil sesuv půdy. | -     | -       |
| 5. únor  | Badachšán                  | Afghánistán | 5,8            | 212          | IV (Mírné)          | Při závalu v dolu zemřeli dva horníci. Ve vedlejším Pákistánu zemětřesení zničilo pět budov, poškodilo dalších padesát a zabilo dítě. Jedna budova byla poškozena také v Indii.                                        | 3     | -       |
| 7. únor  | Slezské vojvodství         | Polsko      | 4,2            | 10           | VII (Velmi silné)   | Padající kameny zranily tři horníky. | -     | 3       |
| 8. únor  | Středoatlantský hřbet      | -           | 6,2            | 10           | -                   | - | -     | -       |
| 13. únor | Lorri                      | Arménie     | 5,3            | 10           | VI (Silné)          | Nejsilnější zemětřesení v Arménii od roku 1988. Došlu v ní k výpadkům elektřiny a zhruba 50 budov bylo poškozeno. V Gruzii se objevily trhliny u 21 budov. Jedna osoba utrpěla zranění, když v panice vyskočila oknem. | -     | 2       |
| 13. únor | Guam                       | USA         | 6,0            | 15           | III (Slabé)         | - | -     | -       |
| 16. únor | Fidžijské moře             | Tonga       | 6,8            | 535          | III (Slabé)         | - | -     | -       |
| 16. únor | Escuintla                  | Guatemala   | 6,2            | 83,6         | VI (Silné)          | Otřesy poškodily 38 domů. Silnice zablokovaly sesuvy půdy a rovněž vypadla dodávka elektrické energie. Tři lidé podlehli infarktu. Dva lidé se zranili, včetně jednoho mladistvého.                                    | 3     | 2       |
| 21. únor | Ballenyho ostrovy          | Antarktida  | 6,3            | 14           | IV (Mírné)          | - | -     | -       |
| 22. únor | Jujuy                      | Argentina   | 6,0            | 251          | IV (Mírné)          | - | -     | -       |
| 25. únor | Západní Sumatra            | Indonésie   | 6,1            | 4,9          | VIII (Bořivé)       | Zemětřesení poškodilo nebo zničilo mnoho budov v Západní Sumatře. Pocítitelné bylo i v Malajsii či Singapuru. Nejméně 18 lidí zemřelo a 425 se zranilo. V Malajsii se nahlásily škody u dvou budov, včetně nemocnice.  | 19    | 425     |

### Březen
| Datum      | Místo                                     | Stát                                      | Magnitudo (Mw) | Hloubka (km) | Mercalliho stupnice | Poznámka | Oběti | Oběti   |
| Datum      | Místo                                     | Stát                                      | Magnitudo (Mw) | Hloubka (km) | Mercalliho stupnice | Poznámka | Mrtví | Zranění |
| ---------- | ----------------------------------------- | ----------------------------------------- | -------------- | ------------ | ------------------- | --- | ----- | ------- |
| 2. březen  | Kermadekovy ostrovy                       | Nový Zéland                               | 6,6            | 24           | VII (Velmi silné)   | - | -     | -       |
| 3. březen  | Veracruz                                  | Mexiko                                    | 5,7            | 109,4        | IV (Mírné)          | Otřesy poškodily místní školu. | -     | -       |
| 6. březen  | Jižní Georgie a Jižní Sandwichovy ostrovy | Jižní Georgie a Jižní Sandwichovy ostrovy | 6,0            | 15,5         | IV (Mírné)          | - | -     | -       |
| 7. březen  | Fidžijské moře                            | Fidži                                     | 6,1            | 581,8        | II (Velmi slabé)    | - | -     | -       |
| 12. březen | Západní Jáva                              | Indonésie                                 | 5,3            | 10           | V (Málo silné)      | Tamější domy utrpěly škody, jeden byl zcela zničen. | -     | -       |
| 12. březen | Auvergne-Rhône-Alpes                      | Francie                                   | 4,5            | 10           | VIII (Bořivé)       | Zemětřesení na jihovýchodě Francie poškodilo budovy a komíny. V jedné obci spadl kříž z kostela. | -     | -       |
| 13. březen | Západní Mindoro                           | Filipíny                                  | 6,4            | 11           | IV (Mírné)          | Na zdech a trámech u minimálně dvou domů se objevily trhliny. | -     | -       |
| 13. březen | Západní Sumatra                           | Indonésie                                 | 6,7            | 21,8         | VI (Silné)          | Hlášeny mírné škody a lehce zraněná osoba. | -     | 1       |
| 16. březen | Západní Jáva                              | Indonésie                                 | 5,3            | 37           | VI (Silné)          | Nejméně 7 budov otřesy poškodily. | -     | -       |
| 16. březen | Arequipa                                  | Peru                                      | 5,6            | 10           | VI (Silné)          | V okresu Maca bylo zničeno 286 domů a dalších 680 zůstaly poškozené. Rovněž došlo k sesuvům půdy. Šest lidí zraněno. | -     | 6       |
| 16. březen | Gilgit-Baltistán                          | Pákistán                                  | 5,1            | 9,1          | VII (Velmi silné)   | V okolí epicentra zablokovaly sesuvy půdy pozemní komunikace. Jeden člověk zemřel a dalších devět zranily padající kameny. | 1     | 9       |
| 16. březen | Fukušima                                  | Japonsko                                  | 6,0            | 48,1         | IV (Mírné)          | Předtřes. | -     | -       |
| 16. březen | Fukušima                                  | Japonsko                                  | 7,3            | 63,1         | VIII (Bořivé)       | Nejsilnější zemětřesení v roce 2022 se odehrálo v severovýchodní části Japonska a způsobilo škody v Tóhoku. Čtyři osoby zabilo a dalších 225 zranilo. K pobřeží později dorazila vlna tsunami vysoká 30 cm. Zemětřesení se odehrálo ve stejné oblasti, kde 11. března 2011 došlo k nejsilnějšímu zaznamenanému japonskému zemětřesení. | 4     | 225     |
| 16. březen | Hormozgán                                 | Írán                                      | 5,9            | 22           | VII (Velmi silné)   | Několik budov bylo poškozeno a na některých místech se přerušena dodávka elektřiny. Došlo taky k sesuvům půdy. Zemětřesení bylo citelné až ve Spojených arabských emirátech. | -     | 2       |
| 19. březen | Bidžája                                   | Alžírsko                                  | 5,2            | 10           | VIII (Bořivé)       | Lehké škody utrpělo padesát budov. Zraněno třicet osob včetně tří studentů. | -     | 30      |
| 19. březen | Fárs                                      | Írán                                      | 4,7            | 10           | VII (Velmi silné)   | Drobné škody u desítky domů. | -     | 2       |
| 19. březen | Tonga                                     | Tonga                                     | 6,3            | 21           | I (Nepozorovatelné) | - | -     | -       |
| 21. březen | Zamboanga                                 | Filipíny                                  | 3,8            | 10           | V (Málo silné)      | Místní škola byla otřesy poškozena. | -     | -       |
| 21. březen | Vestland                                  | Norsko                                    | 5,2            | 10           | VI (Silné)          | Nejsilnější zemětřesení, které Norsko zasáhlo od roku 1989. Radnice města Modalen byla poškozena. | -     | -       |
| 22. březen | Středoatlantický hřbet                    | -                                         | 6,7            | 10           | VI (Silné)          | - | -     | -       |
| 22. březen | Tchaj-tung                                | Tchaj-wan                                 | 6,7            | 24           | VII (Velmi silné)   | Jedna osoba zraněna skleněnými střepy. Proběhl kolaps jednoho mostu. 230 budov utrpělo škody a rovněž došlo k výpadkům elektřiny. Hlášeny pukliny na pozemních komunikací a pád kamenů. | -     | 1       |
| 23. březen | Tiburonský poloostrov                     | Haiti                                     | 5,1            | 10           | VIII (Bořivé)       | Kostel a několik domů otřesy poškodily. | -     | 5       |
| 23. březen | Sanma                                     | Vanuatu                                   | 6,0            | 115,7        | IV (Mírné)          | - | -     | -       |
| 24. březen | Moluky                                    | Indonésie                                 | 4,7            | 53,8         | -                   | Ve městě Ambon bylo minimálně 42 budov poškozeno. | -     | -       |
| 25. březen | Jihovýchodní Sulawesi                     | Indonésie                                 | 4,7            | 10           | V (Málo silné)      | Zemětřesení poškodilo místní náboženské památky. | -     | -       |
| 27. březen | Esmeraldas                                | Ekvádor                                   | 5,8            | 26,5         | VI (Silné)          | Hlášeny výpadky elektřiny a telekomunikace. Jeden člověk podlehl zástavě srdce. 154 domů se zřítilo a 663 bylo poškozeno. Škody se objevily i u dvou nemocnic. | 1     | 1       |
| 30. březen | Loyauté                                   | Vanuatu                                   | 6,9            | 10           | IV (Mírné)          | Předtřes, který vyvolal neškodnou 7 cm tsunami. | -     | -       |
| 31. březen | Chúzistán                                 | Írán                                      | 4,7            | 10           | IV (Mírné)          | Ač nedošlo k žádným materiálním škodám, jedna osoba se zranila. | -     | 1       |
| 31. březen | Loyauté                                   | Vanuatu                                   | 7,0            | 10           | IV (Mírné)          | Otřes vyvolal tsunami vysokou 5 cm. | -     | -       |
| 31. březen | Loyauté                                   | Vanuatu                                   | 6,3            | 10           | V (Málo silné)      | Dotřes. | -     | -       |

### Duben
| Datum     | Místo                  | Stát                | Magnitudo (Mw) | Hloubka (km) | Mercalliho stupnice | Poznámka | Oběti | Oběti   |
| Datum     | Místo                  | Stát                | Magnitudo (Mw) | Hloubka (km) | Mercalliho stupnice | Poznámka | Mrtví | Zranění |
| --------- | ---------------------- | ------------------- | -------------- | ------------ | ------------------- | --- | ----- | ------- |
| 1. duben  | Groningen              | Nizozemsko          | 2,7            | 3            | -                   | Poškozeno 250 budov. Zemětřesení bylo způsobeno těžbou zemního plynu. | -     | -       |
| 4. duben  | Shefa                  | Vanuatu             | 6,0            | 31           | V (Málo silné)      | Radnice a kostel byly poškozeny. | -     | -       |
| 4. duben  | Varenská oblast        | Bulharsko           | 4,6            | 10           | VII (Velmi silné)   | - | -     | -       |
| 5. duben  | S’-čchuan              | Čína                | 5,2            | 10           | VII (Velmi silné)   | Otřesy zapříčinily zřícení dálnice a praskliny na pozemních komunikací. Hlášeny výpadky elektrického proudu a 1 660 poškozených domů. Vlaková doprava přerušena. | -     | -       |
| 8. duben  | Ílám                   | Írán                | 3,6            | 10           | III (Slabé)         | - | -     | 1       |
| 9. duben  | Malampa                | Vanuatu             | 6,3            | 17           | V (Málo silné)      | - | -     | -       |
| 9. duben  | Adıyaman               | Turecko             | 5,3            | 10           | VIII (Bořivé)       | Několik starých domů zničeno a další neobydlené budovy poškozeny. | -     | -       |
| 10. duben | Arequipa               | Peru                | 3,9            | 10           | III (Slabé)         | V jednom městě zemětřesení zničilo 40 domů a 200 osob muselo být evakuováno. | -     | -       |
| 13. duben | Východní Nová Británie | Papua Nová Guinea   | 6,1            | 149          | IV (Mírné)          | - | -     | -       |
| 17. duben | Malampa                | Vanuatu             | 6,1            | 200,9        | IV (Mírné)          | - | -     | -       |
| 18. duben | Severní Moluky         | Indonésie           | 5,0            | 19,3         | VI (Silné)          | V pěti vesnicích bylo zničeno 69 budov a dalších 226 poškozeno, včetně kostela. | -     | 2       |
| 18. duben | Kon Tum                | Vietnam             | 4,8            | 10           | IV (Mírné)          | Zemětřesení bylo nejsilnější v rámci roje, jenž byl možná způsoben vlivem přehradní nádrže. Otřes poškodil místní školy. | -     | -       |
| 19. duben | Davao                  | Filipíny            | 6,1            | 19           | V (Málo silné)      | - | -     | -       |
| 20. duben | Davao                  | Filipíny            | 6,0            | 19           | V (Málo silné)      | - | -     | -       |
| 21. duben | Managua                | Nikaragua           | 6,6            | 25,3         | V (Málo silné)      | Zemětřesení poničilo některé budovy, včetně kostela, poškozeného zemětřesením v roce 1972. Hlášeny výpadky elektrického proudu. | -     | -       |
| 22. duben | Ljubinje               | Bosna a Hercegovina | 5,7            | 10           | VIII (Bořivé)       | Zemětřesení bylo v zemi nejsilnější za posledních 52 let. Zničilo 76 budov a dalších 1 712 poškodilo. Hlášeny také skalní řícení a výpadky elektřiny. Jeden člověk zemřel a další čtrnáct se zranili. Otřes byl citelný i v sousedních zemích. V Chorvatsku bylo poškozeno 100 budov, včetně kostela v Dubrovníku. | 1     | 14      |
| 23. duben | Fárs                   | Írán                | 4,4            | 10           | VI (Silné)          | | -     | 1       |
| 23. duben | Slezské vojvodství     | Polsko              | 2,7            | 5            | V (Málo silné)      | 10 lidí zahynulo v důsledku důlního neštěstí. | 10    | -       |
| 24. duben | Ljubinje               | Bosna a Hercegovina | 4,8            | 10           | VI (Silné)          | V okolí epicentra poškozeno 10 domů. | -     | -       |
| 28. duben | Madang                 | Papua Nová Guinea   | 6,1            | 10           | IV (Mírné)          | - | -     | -       |

### Květen
| Datum      | Místo                  | Stát              | Magnitudo (Mw) | Hloubka (km) | Mercalliho stupnice | Poznámka | Oběti | Oběti   |
| Datum      | Místo                  | Stát              | Magnitudo (Mw) | Hloubka (km) | Mercalliho stupnice | Poznámka | Mrtví | Zranění |
| ---------- | ---------------------- | ----------------- | -------------- | ------------ | ------------------- | --- | ----- | ------- |
| 5. květen  | Davao                  | Filipíny          | 6,0            | 18           | IV (Mírné)          | - | -     | -       |
| 6. květen  | Balúčistán             | Pákistán          | 5,2            | 10           | VI (Silné)          | Více než 80 domů zničeno a dalších 260 poškozeno. | -     | 1       |
| 9. květen  | Jonaguni               | Japonsko          | 6,3            | 27           | V (Málo silné)      | - | -     | -       |
| 9. květen  | Manus                  | Papua Nová Guinea | 6,3            | 27           | V (Málo silné)      | - | -     | -       |
| 10. květen | Salta                  | Argentina         | 6,8            | 220          | V (Málo silné)      | Otřesy byly citelné až v Brazílii, Chile a Peru. | -     | -       |
| 12. květen | Valle del Cauca        | Kolumbie          | 5,0            | 88           | VI (Silné)          | Zemětřesení ve třech městech poškodilo terminál, dva supermarkety a několik domů.                                                                               | -     | -       |
| 12. květen | Lima                   | Peru              | 5,5            | 55,9         | VII (Velmi silné)   | Čtyři domy zničeny a dalších sedmnáct poškozeno. Zemřeli dva lidé, včetně dítěte, které zemřelo po pádu z budovy. Další člověk zemřel na infarkt.               | 2     | 11      |
| 17. květen | Chúzistán              | Írán              | 4,9            | 10           | VI (Silné)          | 82 poškozeno. | -     | -       |
| 19. květen | Macquarie              | Austrálie         | 6,9            | 10           | VI (Silné)          | - | -     | -       |
| 20. květen | S’-čchuan              | Čína              | 4,9            | 10           | IV (Mírné)          | Zemětřesení poškodilo 468 domů. Pozemní komunikace zablokovány padajicím kamením.                                                                               | -     | -       |
| 21. květen | Batangas               | Filipíny          | 6,1            | 129          | V (Málo silné)      | - | -     | -       |
| 22. květen | Fidžijské moře         | Tonga             | 6,3            | 589,5        | II (Velmi slabé)    | - | -     | -       |
| 22. květen | Kantó                  | Japonsko          | 6,0            | 15,8         | III (Slabé)         | - | -     | -       |
| 24. květen | Tachár                 | Afghánistán       | 5,0            | 106,2        | VI (Silné)          | Jeden dům se zřítil, zemřeli v něm dvě osoby a jedna se zranila. Hlášeny drobné škody.                                                                          | 2     | 1       |
| 24. květen | Severní Matabele       | Zimbabwe          | 4,8            | 10           | VIII (Bořivé)       | V některých budovách, včetně školy, došlo k vážným školám. | -     | -       |
| 25. květen | Oaxaca                 | Mexiko            | 5,5            | 34,7         | VI (Silné)          | Jeden dům zničen a v místní ropné rafinérii došlo k požáru. | -     | -       |
| 26. květen | Puno                   | Peru              | 7,2            | 217,8        | VI (Silné)          | Po silném zemětřesení zkolabovaly 2 budovy. 17 škol, 5 nemocnic, 87 domů, kostel, most a 4 turistická místa byla poškozena. Dálnice zablokována sesuvem kamení. | -     | -       |
| 26. květen | Loyauté                | Nová Kaledonie    | 6,4            | 10           | V (Málo silné)      | - | -     | -       |
| 26. květen | Východopacifický hřbet | -                 | 6,2            | 10           | -                   | - | -     | -       |
| 27. květen | Lautém                 | Východní Timor    | 6,2            | 49           | VI (Silné)          | Poškozen dům a škola. Otřes byl cítit až v sousední Austrálii.                                                                                                  | -     | -       |
| 27. květen | Ica                    | Peru              | 5,5            | 39           | V (Málo silné)      | Při panickém útěku se zranilo 8 lidí. Nákupní centrum, 3 školy a 2 zdravotnická centra poškozena.                                                               | -     | 8       |

### Červen
| Datum      | Místo              | Stát        | Magnitudo (Mw) | Hloubka (km) | Mercalliho stupnice | Poznámka | Oběti | Oběti   |
| Datum      | Místo              | Stát        | Magnitudo (Mw) | Hloubka (km) | Mercalliho stupnice | Poznámka | Mrtví | Zranění |
| ---------- | ------------------ | ----------- | -------------- | ------------ | ------------------- | --- | ----- | ------- |
| 1. červen  | S’-čchuan          | Čína        | 5,8            | 10           | VII (Velmi silné)   | Zemětřesení si vyžádalo 4 úmrtí a 42 zraněných. Nejméně 135 domů bylo zničeno a dalších 4 504 poškozeno. Jednalo se o dotřes po zemětřesení z roku 2013. | 4     | 42      |
| 4. červen  | Al Ahmadi          | Kuvajt      | 4,4            | 10           | VI (Silné)          | Nejsilnější zemětřesení v Kuvajtu za posledních 30 let. Několik budov otřesy poškodily. | -     | -       |
| 4. červen  | Vavaʻu             | Tonga       | 6,3            | 237          | IV (Mírné)          | - | -     | -       |
| 4. červen  | Tasmánie           | Austrálie   | 6,4            | 10           | VI (Silné)          | - | -     | -       |
| 4. červen  | Adak               | USA         | 6,3            | 105          | V (Málo silné)      | - | -     | -       |
| 8. červen  | Acre               | Brazílie    | 6,5            | 621,9        | II (Velmi slabé)    | - | -     | -       |
| 8. červen  | Mamuju             | Indonésie   | 5,8            | 23,6         | V (Málo silné)      | Nejméně 259 budov, včetně mešity, bylo poškozeno. Některé z nich se následně zřítily. Zranilo se 17 osob. | -     | 17      |
| 9. červen  | S’-čchuan          | Čína        | 5,9            | 14,1         | VII (Velmi silné)   | 492 domů poškozeno, včetně mostů. Nastal taky výpadek elektřiny. Více než 25 tisíc osob muselo být evakuováno. | -     | 4       |
| 12. červen | Van                | Turecko     | 5,2            | 10           | V (Málo silné)      | Jeden dům se zbortil. | -     | -       |
| 15. červen | Hormozgán          | Írán        | 5,5            | 10           | VII (Velmi silné)   | 20 budov lehce poškozeno. | -     | 4       |
| 18. červen | Georgie            | USA         | 3,9            | 0,8          | IV (Mírné)          | Nejsilnější zemětřesení v Georgii od roku 2014. Hlášen sesuv půdy. | -     | -       |
| 19. červen | Išikawa            | Japonsko    | 5,1            | 10           | VI (Silné)          | Došlo k lehkému poškození budov. Kamenná rána a zdi chrámu ze zřítily. | -     | 7       |
| 21. červen | Chóst              | Afghánistán | 6,0            | 10           | VIII (Bořivé)       | Zemětřesení zničilo 10 tisíc domů a zapříčinilo sesuvy půd. Bylo citelné v hlavním městě, i v sousedním Pákistánu. 1 150 obětí bylo hlášeno v Afghánistánu a 13 v Pákistánu, z nichž 10 se vyžádal sesuv půdy. Jedná se o nejtragičtější zemětřesení v zemi za posledních 25 let. | 1 163 | 6 027   |
| 21. červen | Jalisco            | Mexiko      | 2,4            | 1,0          | -                   | 102 domů poškozeno, z nichž 22 vážně. | -     | -       |
| 22. červen | Gandaki            | Nepál       | 4,6            | 10           | IV (Mírné)          | - | -     | 1       |
| 24. červen | Chajbar Paštúnchwá | Pákistán    | 4,2            | 10           | VII (Velmi silné)   | Dotřes, který způsobil smrt pěti osob. | 5     | 11      |
| 25. červen | Hormozgán          | Írán        | 5,6            | 10           | VII (Velmi silné)   | - | 1     | 37      |
| 26. červen | Oran               | Alžírsko    | 4,6            | 10           | VII (Velmi silné)   | - | -     | 80      |
| 30. červen | Luzon              | Filipíny    | 6,0            | 34,7         | V (Málo silné)      | Jeden dům zkolaboval. | -     | -       |

### Červenec
| Datum        | Místo               | Stát            | Magnitudo (Mw) | Hloubka (km) | Mercalliho stupnice | Poznámka | Oběti | Oběti   |
| Datum        | Místo               | Stát            | Magnitudo (Mw) | Hloubka (km) | Mercalliho stupnice | Poznámka | Mrtví | Zranění |
| ------------ | ------------------- | --------------- | -------------- | ------------ | ------------------- | --- | ----- | ------- |
| 1. červenec  | Hormozgán           | Írán            | 6,0            | 16           | VII (Velmi silné)   | Jedna vesnice zcela zničena. Nejméně 540 domů bylo zničeno a dalších tisíc bylo poškozeno. Hlášeny výpadky elektřiny. Otřesy byly citelné ve Spojených arabských emirátech, Saúdské Arábii, Ománu, Kataru, Bahrajnu, Pákistánu a Afghánistánu. | 7     | 111     |
| 1. červenec  | Hormozgán           | Írán            | 6,0            | 10           | VII (Velmi silné)   | Jedna vesnice zcela zničena. Nejméně 540 domů bylo zničeno a dalších tisíc bylo poškozeno. Hlášeny výpadky elektřiny. Otřesy byly citelné ve Spojených arabských emirátech, Saúdské Arábii, Ománu, Kataru, Bahrajnu, Pákistánu a Afghánistánu. | 7     | 111     |
| 3. červenec  | Gílán               | Írán            | 4,1            | 10           | V (Málo silné)      | - | -     | 1       |
| 5. červenec  | Kemerovská oblast   | Rusko           | 4,3            | 5            | VI (Silné)          | Zemětřesení zabilo dva horníky a další dva zranilo. | 2     | 2       |
| 11. červenec | Efate               | Vanuatu         | 6,0            | 10           | V (Málo silné)      | - | -     | -       |
| 12. červenec | Chihuahua           | Mexiko          | 4,6            | 12,2         | IV (Mírné)          | Tři obce poškozeny. | -     | -       |
| 12. červenec | Velikonoční ostrov  | Chile           | 6,8            | 10           | III (Slabé)         | - | -     | -       |
| 12. červenec | Velikonoční ostrov  | Chile           | 6,6            | 33           | -                   | - | -     | -       |
| 13. červenec | Moquegua            | Peru            | 5,5            | 10           | VII (Velmi silné)   | Zřítilo se 85 domů a dalších 558 poškozeno. Hlášeny sesuvy půdy, jenž zablokovaly silnice. | -     | 6       |
| 14. červenec | Guayas              | Ekvádor         | 5,7            | 73           | V (Málo silné)      | Minimálně 96 budov otřesy poškodily. Spadlý elektrický drát usmrtil nezletilého chlapce. | 1     | 2       |
| 15. červenec | Los Lagos           | Chile           | 6,4            | 10           | IV (Mírné)          | - | -     | -       |
| 17. červenec | Ahuachapán          | Salvador        | 4,2            | 8,2          | V (Málo silné)      | Součást zemětřesného roje. Jeden dům se sesunul, další byly poškozeny. | -     | -       |
| 18. červenec | Chóst               | Afghánistán     | 5,1            | 10           | V (Málo silné)      | Dotřes. | -     | 44      |
| 21. červenec | Šanský stát         | Myanmar (Barma) | 5,9            | 5,0          | VII (Velmi silné)   | Došlo ke škodám na budovách (kolapsy zdí). | -     | -       |
| 23. červenec | Hormozgán           | Írán            | 5,6            | 10           | VII (Velmi silné)   | Dotřes, který skalním řícením zablokoval silnici. | -     | 1       |
| 25. červenec | Carchi              | Ekvádor         | 5,7            | 4,0          | VII (Velmi silné)   | V Ekvádoru bylo poškozeno minimálně 398 budov, přičemž 41 vážně. V sousední Kolumbii se zřítil dům a 50 dalších bylo poškozeno. | -     | 9       |
| 26. červenec | Kahramanmaraş       | Turecko         | 4,0            | 10           | VI (Silné)          | Nastal kolaps domů a jedné nemocnice. | -     | -       |
| 26. červenec | Carchi              | Ekvádor         | 4,4            | 10           | VI (Silné)          | Dotřes, který zničil dříve oslabený dům. | -     | -       |
| 27. červenec | Luzon               | Filipíny        | 7,0            | 46           | VIII (Bořivé)       | V regionu došlo k poškození řady staveb. Čtyři osoby usmrtil sesuv půdy. | 11    | 615     |
| 27. červenec | Antofagasta         | Chile           | 6,2            | 96,8         | V (Málo silné)      | Hlášeny drobné škody a skalní řícení. | -     | -       |
| 28. červenec | Antofagasta         | Chile           | 6,1            | 54           | VII (Velmi silné)   | Zemětřesení poškodilo policejní stanici a školu. | -     | 1       |
| 28. červenec | Čhattísgarh         | Indie           | 4,7            | 15,7         | VI (Silné)          | Zraněno pět horníků. | -     | 5       |
| 29. červenec | Bali                | Indonésie       | 4,4            | 10           | IV (Mírné)          | Zhruba čtyři desítky domů utrpělo středně vážné poškození. | -     | -       |
| 30. červenec | Západní Ázerbájdžán | Írán            | 3,9            | 10           | -                   | Domy ve dvou vesnicích byly otřesy poškozeny. | -     | -       |
| 31. červenec | Kóší                | Nepál           | 5,1            | 10           | VI (Silné)          | Dvě školy a policejní stanice byly zničeny. Dalších 475 staveb poškozeno. | -     | -       |
| 31. červenec | Vogar               | Island          | 5,4            | 10           | VII (Velmi silné)   | Šlo o nejsilnější zemětřesení v rámci zemětřesného roje s 10 tisíci otřesy. Hlášen kolaps části obchodního centra a skalní řícení. | -     | -       |

### Srpen
| Datum     | Místo                       | Stát           | Magnitudo (Mw) | Hloubka (km) | Mercalliho stupnice | Poznámka | Oběti | Oběti   |
| Datum     | Místo                       | Stát           | Magnitudo (Mw) | Hloubka (km) | Mercalliho stupnice | Poznámka | Mrtví | Zranění |
| --------- | --------------------------- | -------------- | -------------- | ------------ | ------------------- | --- | ----- | ------- |
| 10. srpen | Hokkaidó                    | Japonsko       | 5,1            | 4,7          | VIII (Bořivé)       | Zemětřesení poškodilo pozemní komunikace a devět osob se muselo evakuovat kvůli úniku plynu. Hlášen popadaný nábytek a předměty z regálů.                                            | -     | -       |
| 14. srpen | Kermadekovy ostrovy         | Nový Zéland    | 6,6            | 39,1         | VI (Silné)          | - | -     | -       |
| 14. srpen | Loyauté                     | Nová Kaledonie | 6,4            | 78           | II (Velmi slabé)    | - | -     | -       |
| 22. srpen | Bali                        | Indonésie      | 5,4            | 140,9        | IV (Mírné)          | Došlo k poškození a zřícení některých domů. Poškozeny byly taktéž hotel a škola, kde spadla část fasády. Na sousedním ostrově Lombok se zřítil strop a jedna osoba se zranila.       | -     | 1       |
| 22. srpen | Chóst                       | Afghánistán    | 4,6            | 35,9         | VI (Silné)          | Dotřes po červnovém zemětřesení. Zhroutilo se několik dříve poškozených domů. | -     | -       |
| 23. srpen | Kon Tum                     | Vietnam        | 4,8            | 10           | VI (Silné)          | Součást zemětřesného roje, související s výstavbou vodní nádrže. Jde o nejsilnější otřes v oblasti za více než století. Poškozeno bylo nejméně 5 domů, u jednoho se zřítila střecha. | -     | -       |
| 23. srpen | Bengkulu                    | Indonésie      | 6,2            | 55,8         | IV (Mírné)          | Po události hlášen propad stropu, praskliny na zdech jiných domů i kostela. Jeden člověk utrpěl zranění hlavy.                                                                       | -     | 1       |
| 29. srpen | Západní Sumatra             | Indonésie      | 6,2            | 17,6         | VI (Silné)          | Pět budov poškozena, jedna z nich vážně. Zároveň proběhla evakuace 2 300 obyvatel.                                                                                                   | -     | -       |
| 30. srpen | Pacificko-antarktický hřbet | -              | 6,3            | 10           | -                   | - | -     | -       |
| 31. srpen | al-Báha                     | Saúdská Arábie | 3,6            | -            | -                   | Několik budov poškozeno, včetně školy. Objevily se sesuvy půdy, jenž zatarasily pozemní komunikace.                                                                                  | -     | -       |

### Září
| Datum    | Místo                                     | Stát                                      | Magnitudo (Mw) | Hloubka (km) | Mercalliho stupnice | Poznámka | Oběti | Oběti   |
| Datum    | Místo                                     | Stát                                      | Magnitudo (Mw) | Hloubka (km) | Mercalliho stupnice | Poznámka | Mrtví | Zranění |
| -------- | ----------------------------------------- | ----------------------------------------- | -------------- | ------------ | ------------------- | --- | ----- | ------- |
| 2. září  | Západní Nová Británie                     | Papua Nová Guinea                         | 6,1            | 126,9        | V (Málo silné)      | - | -     | -       |
| 4. září  | Středoatlantický hřeben                   | -                                         | 6,9            | 10           | -                   | - | -     | -       |
| 4. září  | Kúnar                                     | Afghánistán                               | 5,1            | 10           | VII (Velmi silné)   | Při zemětřesení zahynulo 18 osob, dalších 42 utrpělo zranění. Byly zničeny desítky domů. | 18    | 42      |
| 4. září  | Východotichomořský práh                   | -                                         | 6,2            | 10           | -                   | - | -     | -       |
| 5. září  | S’-čchuan                                 | Čína                                      | 6,6            | 12           | IX (Pustošivé)      | Zemětřesení zničilo nejméně 243 domů a poškodilo dalších 13 010. Nastalo poškození infrastruktury, včetně vodních elektráren. Hlášeny plošné sesuvy půdy, které poškodily pozemní komunikace. Zemřelo 93 osob, 423 bylo zraněno a dalších 25 zůstalo nezvěstných.                                                      | 93    | 423     |
| 6. září  | Badachšán                                 | Afghánistán                               | 4,8            | 70,8         | III (Slabé)         | - | 6     | 9       |
| 9. září  | Papua                                     | Indonésie                                 | 6,2            | 18           | VII (Velmi silné)   | - | -     | -       |
| 10. září | Papua                                     | Indonésie                                 | 6,2            | 15,7         | VII (Velmi silné)   | - | -     | -       |
| 10. září | Grand Est                                 | Francie                                   | 3,9            | 8,9          | V (Málo silné)      | Jde o nejsilnější zemětřesení, jenž Německo postihlo od roku 2004. V zemi, včetně Francie hlášeny škody na budovách. | -     | -       |
| 10. září | Západní Sumatra                           | Indonésie                                 | 6,0            | 20           | VI (Silné)          | Dva lidé zranění padajícími troskami. Některé stavby otřesy lehce poškodily a rovněž proběhla evakuace 200 lidí. | -     | 2       |
| 10. září | Morobe                                    | Papua Nová Guinea                         | 7,6            | 116          | VIII (Bořivé)       | Při zemětřesení zemřelo 21 osob (převážně kvůli sesuvům půdy) a dalších 42 bylo zraněno. Nastalo taktéž poškození budov, popraskání silnic a padání předmětů z regálů. | 21    | 42      |
| 14. září | Tafea                                     | Vanuatu                                   | 7,0            | 144,9        | V (Málo silné)      | - | -     | -       |
| 17. září | Tchaj-tung                                | Tchaj-wan                                 | 6,5            | 10           | VII (Velmi silné)   | 8 lidí bylo zraněno, jedna osoba prodělala infarkt. Otřesy v jednom městě narušily vlakovou dopravu a zbořily jeden dům. Zemětřesení byl předtřes silnějšího zemětřesení, k němuž došlo o den později. | -     | 8       |
| 18. září | Chua-lien                                 | Tchaj-wan                                 | 6,9            | 10           | IX (Pustošivé)      | Zemětřesení zbořilo mnoho staveb a další poškodilo. Jeden člověk zemřel při zřícení cementárny. Nejméně 171 lidí zraněno. | 1     | 171     |
| 19. září | Michoacán                                 | Mexiko                                    | 7,6            | 16,2         | VIII (Bořivé)       | Otřesy způsobily škody v celém regionu. Dva lidé zemřeli v Colimě a dalších 35 bylo zraněno. Pobřeží zasáhla vlna tsunami o výšce 1,75 m. | 2     | 35      |
| 19. září | Gilgit-Baltistán                          | Pákistán                                  | 4,6            | 10           | V (Málo silné)      | Hlášeny škody a sesuvy půdy. Zraněno 7 osob. | -     | 7       |
| 20. září | Komandorské ostrovy                       | Rusko                                     | 6,0            | 10           | VI (Silné)          | - | -     | -       |
| 22. září | Michoacán                                 | Mexiko                                    | 6,8            | 24,1         | VII (Velmi silné)   | Dotřes po zemětřesení, k němuž došlo o 3 dny dříve. Zemřely 3 osoby: žena po pádu ze schodů při útěku, další člověk zemřel na infarkt a třetí obětí bylo dítě, které zemřelo při výbuchu plynu (což dále zranilo 5 lidí). Hlášeny výpadky proudu, sesuvy půdy a poškození budov. Pobřeží zaznamenalo 8cm vlnu tsunami. | 3     | 5       |
| 22. září | Ligurie                                   | Itálie                                    | 4,4            | 10           | V (Málo silné)      | Kostel a 15 dalších budov bylo v Janově poškozeno. Zároveň v něm došlo k přerušení vlakové dopravy. Jednalo se o nejsilnější zemětřesení v oblasti od roku 1887. | -     | -       |
| 23. září | Ačeh                                      | Indonésie                                 | 6,2            | 48,6         | V (Málo silné)      | Některé budovy utrpěly škody. | -     | -       |
| 23. září | Los Lagos                                 | Chile                                     | 6,1            | 20           | IV (Mírné)          | - | -     | -       |
| 24. září | Groningen                                 | Nizozemsko                                | 2,7            | 5            | V (Málo silné)      | Poškození utrpělo 52 budov. | -     | -       |
| 27. září | Kars                                      | Turecko                                   | 5,3            | 10           | VI (Silné)          | Otřesy zničily a poškodily některé domy a stodoly. Tři lidé zranění po pádu zdi. | -     | 3       |
| 28. září | Západní Sumatra                           | Indonésie                                 | 4,5            | 10           | -                   | - | -     | 1       |
| 28. září | Kuang-si                                  | Čína                                      | 4,3            | 10           | -                   | Poškozeny některé budovy a rovněž hlášeny sesuvy půdy. | -     | -       |
| 29. září | Jižní Georgie a Jižní Sandwichovy ostrovy | Jižní Georgie a Jižní Sandwichovy ostrovy | 6,5            | 11           | I (Nepozorovatelné) | - | -     | -       |
| 30. září | Severní Sumatra                           | Indonésie                                 | 5,9            | 13,2         | VII (Velmi silné)   | Dva lidé zemřeli na infarkt a dalších 26 zraněno. Poškození utrpělo nejméně 1323 budov, včetně 19 budov, kde vypukl požár. Objevily se i sesuvy půdy. | 2     | 26      |

### Říjen
| Datum     | Místo                                     | Stát               | Magnitudo (Mw) | Hloubka (km) | Mercalliho stupnice | Poznámka | Oběti | Oběti   |
| Datum     | Místo                                     | Stát               | Magnitudo (Mw) | Hloubka (km) | Mercalliho stupnice | Poznámka | Mrtví | Zranění |
| --------- | ----------------------------------------- | ------------------ | -------------- | ------------ | ------------------- | --- | ----- | ------- |
| 1. říjen  | Středoatlantský hřbet                     | -                  | 6,0            | 10           | -                   | - | -     | -       |
| 2. říjen  | Che-pej                                   | Čína               | 4,7            | 10           | IV (Mírné)          | V epicentrální oblasti došlo k poškození některých budov. Rovněž se přerušila vlaková doprava. | -     | -       |
| 5. říjen  | Sullana                                   | Peru               | 5,8            | 35           | VI (Silné)          | Minimálně 7 domů se zřítilo a dalších 10 utrpěly škody. Zraněni dva lidé, včetně těhotné ženy. | -     | 2       |
| 5. říjen  | Západní Ázerbájdžán                       | Írán               | 5,6            | 15           | VII (Velmi silné)   | 112 budov zemětřesení zničila a minimálně 450 poškodilo. Hlášeny výpadky elektřiny. | -     | 1 127   |
| 9. říjen  | Středoatlantský hřbet                     | -                  | 6,2            | 10           | II (Velmi slabé)    | - | -     | -       |
| 9. říjen  | Západní Jáva                              | Indonésie          | 4,9            | 48,1         | III (Slabé)         | Poškozeno nejméně 7 domů a škola. | -     | -       |
| 11. říjen | Osmaniye                                  | Turecko            | 5,0            | 10           | V (Málo silné)      | Otřesy poblíž epicentra poškodily některé domy. | -     | -       |
| 13. říjen | Nová Británie                             | Papua Nová Guinea  | 6,4            | 71,3         | V (Málo silné)      | - | -     | -       |
| 14. říjen | Havaj                                     | USA                | 5,0            | 9            | VII (Velmi silné)   | Jedná se o nejsilnější zemětřesení v rámci zemětřesného roje pod štítovou sopkou Mauna Loa. Hlášeny propady stropů, skalní řícení a výpadek elektrického proudu u více než 500 domácnostech. Sopka později, dne 28. listopadu (po 38 letech klidu), zahájila efuzivní erupci. | -     | -       |
| 16. říjen | Kokosový ostrov                           | Kostarika          | 6,3            | 10           | IV (Mírné)          | - | -     | -       |
| 19. říjen | Čiang Mai                                 | Thajsko            | 4,2            | 2,3          | VI (Silné)          | Jedná se o nejsilnější zemětřesení, které tuto provincii zasáhlo. Poškozeny byly tři domy, dva chrámy a škola. | -     | -       |
| 20. říjen | Chiriquí                                  | Panama             | 6,7            | 10           | VI (Silné)          | - | -     | -       |
| 22. říjen | Kchang-ting                               | Čína               | 5,3            | 39           | V (Málo silné)      | Dotřes po zemětřesení z 5. září. Hlášeny škody na domech a sesuvy půdy. | -     | -       |
| 25. říjen | Luzon                                     | Filipíny           | 6,4            | 27,3         | VII (Velmi silné)   | Dotřes po zemětřesení z 27. července. Otřesy zničily 432 budov a dalších 13 186 poškodily. Skalní řícení zablokovalo pozemní komunikace a vypadla dodávka elektřiny. | -     | 139     |
| 25. říjen | Jižní Georgie a Jižní Sandwichovy ostrovy | Spojené království | 6,3            | 81,8         | V (Málo silné)      | - | -     | -       |
| 29. říjen | Severní Čchungčchong                      | Jižní Korea        | 3,5            | 9,1          | V (Málo silné)      | Škody utrpělo nejméně 19 domů. | -     | -       |

### Listopad
| Datum        | Místo                                     | Stát                | Magnitudo (Mw) | Hloubka (km) | Mercalliho stupnice | Poznámka | Oběti      | Oběti   |
| Datum        | Místo                                     | Stát                | Magnitudo (Mw) | Hloubka (km) | Mercalliho stupnice | Poznámka | Mrtví      | Zranění |
| ------------ | ----------------------------------------- | ------------------- | -------------- | ------------ | ------------------- | --- | ---------- | ------- |
| 2. listopad  | sever Tichého oceánu                      | -                   | 6,0            | 10           | IV (Mírné)          | - | -          | -       |
| 2. listopad  | Jižní Georgie a Jižní Sandwichovy ostrovy | Spojené království  | 6,1            | 10           | III (Slabé)         | - | -          | -       |
| 4. listopad  | İzmir                                     | Turecko             | 4,8            | 10           | V (Málo silné)      | V Izmiru se zřítil minaret mešity, bylo poškozeno 20 budov a došlo k výpadkům elektřiny. Jedna osoba zemřela na infarkt a další po pádu z budovy. Při panickém útěku bylo zraněno 64 lidí, z nichž sedm bylo hospitalizováno.                                                                                               | 2          | 64      |
| 4. listopad  | Sonora                                    | Mexiko              | 6,1            | 10           | V (Málo silné)      | - | -          | -       |
| 8. listopad  | Sudurpaščim                               | Nepál               | 5,7            | 11           | VII (Velmi silné)   | Šest lidí bylo zabito při kolapsu domu poblíž epicentra. Dvanáct dalších bylo zraněno, 924 domů se zřítilo a dalších 5 186 otřesy poškodily. V sousední Indii se zranila jedna osoba a na několika domech se objevily praskliny.                                                                                            | 6          | 13      |
| 9. listopad  | Marche                                    | Itálie              | 5,6            | 10           | VI (Silné)          | Zemětřesení poškodilo vícero budov a přerušilo vlakovou dopravu. | -          | 11      |
| 9. listopad  | Cukuba                                    | Japonsko            | 4,8            | 56,3         | VI (Silné)          | Jednoho člověka zranil propad stropu. | -          | 1       |
| 9. listopad  | Fidžijské moře                            | -                   | 6,8            | 628,9        | III (Slabé)         | Předtřes. | -          | -       |
| 9. listopad  | Fidžijské moře                            | -                   | 7,0            | 665,3        | III (Slabé)         | - | -          | -       |
| 9. listopad  | Fidžijské moře                            | -                   | 6,6            | 623,6        | II (Velmi slabé)    | Dotřes. | -          | -       |
| 11. listopad | Vavaʻu                                    | Tonga               | 7,3            | 37           | V (Málo silné)      | Zemětřesení způsobilo tsunami o výšce 12 cm. | -          | -       |
| 12. listopad | Escuintla                                 | Guatemala           | 5,8            | 99,6         | IV (Mírné)          | Hlášen výpadek elektřiny a kolaps domu. | -          | -       |
| 12. listopad | Fidžijské moře                            | -                   | 7,0            | 587,2        | III (Slabé)         | - | -          | -       |
| 12. listopad | Sudurpaščim                               | Nepál               | 5,2            | 10           | V (Málo silné)      | Dotřes, jenž zapříčinil další škody. Jeden člověk zemřel při panickém útěku. | 1          | -       |
| 13. listopad | Bío-Bío                                   | Chile               | 6,2            | 20,7         | VII (Velmi silné)   | Dvojice zemětřesení způsobila drobné škody a výpadky elektřiny. | -          | -       |
| 13. listopad | Bío-Bío                                   | Chile               | 6,2            | 16           | VII (Velmi silné)   | Dvojice zemětřesení způsobila drobné škody a výpadky elektřiny. | -          | -       |
| 13. listopad | Západní Jáva                              | Indonésie           | 4,1            | 11,7         | IV (Mírné)          | Jeden dům se zřítil a dalších 6 utrpěly škody. | -          | -       |
| 14. listopad | Fidžijské moře                            | -                   | 6,1            | 627,4        | II (Velmi slabé)    | - | -          | -       |
| 14. listopad | Kansai                                    | Japonsko            | 6,1            | 357,4        | III (Slabé)         | - | -          | -       |
| 18. listopad | Bengkulu                                  | Indonésie           | 6,9            | 25           | IV (Mírné)          | - | -          | -       |
| 20. listopad | Kupang                                    | Indonésie           | 5,1            | 10           | VI (Silné)          | Minimálně 30 budov a několik kostelů otřesy poškodily, některé z nich vážně. | -          | -       |
| 21. listopad | Západní Jáva                              | Indonésie           | 5,6            | 10           | VIII (Bořivé)       | Zemětřesení zabilo více než 335 osob a více než 7 tisíc zranilo, přičemž 5 osob je nezvěstných. Zhroutilo se 22 241 staveb, včetně domů, škol a kanceláří. | 335 až 635 | 7 729   |
| 22. listopad | Guadalcanal                               | Šalomounovy ostrovy | 7,0            | 13,6         | VII (Velmi silné)   | Hlášeny výpadky elektřiny. Bylo poškozeno mnoho budov, včetně australského vládního úřadu a letiště. Zaznamenalo se tsunami o výšce 3 cm. | -          | 4       |
| 22. listopad | Guadalcanal                               | Šalomounovy ostrovy | 6,0            | 10           | V (Málo silné)      | Dotřes. | -          | -       |
| 22. listopad | Baja California                           | Mexiko              | 6,2            | 10           | VII (Velmi silné)   | - | -          | -       |
| 23. listopad | Düzce                                     | Turecko             | 6,1            | 10           | VIII (Bořivé)       | Poškození utrpěly tisíce budov a došlo k výpadkům elektřiny. Jeden člověk zemřel na infarkt, další zemřel při panickém útěku ze svého domu. | 2          | 93      |
| 29. listopad | Euboia                                    | Řecko               | 4,1            | 10           | VI (Silné)          | Mnoho budov bylo poškozeno, některé vážně. | -          | -       |
| 29. listopad | Euboia                                    | Řecko               | 4,8            | 6,3          | VII (Velmi silné)   | Mnoho budov bylo poškozeno, některé vážně. | -          | -       |
| 30. listopad | Taupo                                     | Nový Zéland         | 5,3            | 5,2          | VII (Velmi silné)   | Jde o nejsilnější otřes, který byl součástí zemětřesného roje, jenž započal v květnu. Roj se soustředil u supervulkánu Taupo. Ve městě Taupo hlášeny padající předměty, poškození střechy obchodu a část zdi jednoho domu se zhroutila. Na kalderovém jezeru Taupo vznikla vlna tsunami o výšce 1 m a zničila dvě šlapadla. | -          | -       |